# París-Roubaix 1964
La 62.ª edición de la París-Roubaix tuvo lugar el 19 de abril de 1964 y fue ganada por el neerlandés Peter Post, quien se impuso al esprint batiendo a tres ciclistas belgas poniendo fin así al dominio belga en esta prueba tras siete victorias consecutivas. 

## Clasificación final
| Posición | Ciclista           | Equipo                       | Tiempo     |
| -------- | ------------------ | ---------------------------- | ---------- |
| 1        | Peter Post         | Flandria-Romeo               | 5h 52' 19" |
| 2        | Benoni Beheyt      | Wiel's-Groene Leeuw          | m. t.      |
| 3        | Yvo Molenaers      | Wiel's-Groene Leeuw          | m. t.      |
| 4        | Willy Bocklant     | Flandria-Romeo               | m. t.      |
| 5        | Louis Proost       | Solo-Superia                 | + 2' 28"   |
| 6        | Frans Melckenbeeck | Mercier-BP-Hutchinson        | + 2' 32"   |
| 7        | Jean Stablinski    | St.Raphael-Gitane-Campagnolo | m. t.      |
| 8        | Jan Janssen        | Pelforth-Sauvage-Lejeune     | m. t.      |
| 9        | Gilbert Desmet     | Wiel's-Groene Leeuw          | m. t.      |
| 10       | Tom Simpson        | Peugeot-BP-Englebert         | m. t.      |